# Jerzy Rutkowski (elektronik)
Jerzy Olgierd Rutkowski (ur. 22 grudnia 1946 w Diddington w Wielkiej Brytanii) – polski naukowiec, inżynier elektronik, nauczyciel akademicki i profesor nauk technicznych, naukowo specjalizujący się w analogowych układach elektronicznych. Od 1970 r. związany z Wydziałem Automatyki, Elektroniki i Informatyki Politechniki Śląskiej w Gliwicach.

## Życiorys
Prof. dr hab. inż. Jerzy Rutkowski urodził się w Wielkiej Brytanii. W 1970 ukończył studia na Wydziale Automatyki (dziś Wydział Automatyki, Elektroniki i Informatyki) Politechniki Śląskiej w Gliwicach i w tymże roku rozpoczął tam pracę, przechodząc wszystkie stopnie kariery zawodowej, od asystenta do profesora zwyczajnego. Stopień doktora uzyskał w 1978 r. w dyscyplinie elektronika, stopień doktora habilitowanego w 1992 r. w tej samej dyscyplinie, natomiast tytuł profesora nauk technicznych w roku 2004.
Oprócz pasji zawodowych, które realizował przez wiele lat jako pracownik Politechniki Śląskiej, wiele czasu poświęcał swoim zainteresowaniom muzycznym (Rock & Roll, Rhythm & Blues) i sportowym (siatkówka). Zawsze był pasjonatem muzyki rockowej, przez szereg lat prowadząc swój blog muzyczny. W latach 1990–2010 wcielił się w rolę redaktora radiowego prowadząc w różnych rozgłośniach (radio Plus, Puls, Top, CCM) autorski program muzyczny RetroPuls, czyli magazyn starych przebojów.

## Dorobek naukowy
W środowisku naukowym prof. J. Rutkowski jest uznanym specjalistą w obszarze testowania i diagnostyki analogowych układów elektronicznych z wykorzystaniem metod sztucznej inteligencji. Prof. J. Rutkowski jest prekursorem stosowania sieci neuronowych, zbiorów rozmytych, technik ewolucyjnych i algorytmów stadnych w obszarze diagnostyki elektronicznych układów analogowych. Prace te wywarły znaczący wpływ na rozwój tej dziedziny nauki, co zaowocowało wydaniem 190 publikacji naukowych i opieką w roli promotora nad realizacją 10 rozpraw doktorskich.
Podsumowaniem prac w tym zakresie jest książka „Słownikowe metody diagnostyczne analogowych układów elektronicznych” opublikowana przez Wydawnictwa Komunikacji i Łączności (monografia profesorska).
Ostatnie lata swojej pracy naukowej poświęcił rozwijaniu nowatorskiej metodologii edukacyjnej, tj. nauczaniu z wykorzystaniem technologii informacyjno-komunikacyjnych (ICT). Opracował wspomagany technologiami ICT system nauczania przedmiotu Circuit Theory, w którym stosował m.in. metodę flip teaching. W tym obszarze uzyskał wysoką pozycję międzynarodową stając się członkiem Board of Directors stowarzyszenia European Society for Engineering Education. W uznaniu dla rozwijanych metod nauczania został zaproszony do wygłoszenia wykładu podczas konferencji European University Association Annual Conference w Brukseli w 2013 r.

## Dorobek dydaktyczny
W ramach prowadzonych przez siebie zajęć, prof. Jerzy Rutkowski kultywował gliwicką szkołę nauczania przedmiotu Podstawy Elektrotechniki (Circuit Theory), zainicjowaną przez prof. Stanisława Fryzego i kontynuowaną przez jego ucznia prof. Adama Macurę, poszerzając tę szkołę o wykorzystanie powszechnych dziś technologii ICT.
Od 2014 roku prof. Rutkowski stosował metodologię tzw. odwróconego nauczania (flip teaching), która dziś powszechnie postrzegana jest jako jedna z najbardziej efektywnych technik nauczania. Przekształcenie tradycyjnego nauczania (ang. traditional classroom) w nauczanie wspomagane ICT (ang. smart classroom) wymagało olbrzymiego nakładu czasowego. Za duże osiągnięcie dydaktyczne prof. J. Rutkowskiego należy uznać stworzenie ogólnodostępnej Otwartej Bazy Materiałów Dydaktycznych (Open Educational Resources) dla przedmiotów Circuit Theory oraz Theory of Information and Coding, obejmującej m.in. video-podcasty, screencasty, inne nagrania zamieszczone na kanale YouTube, a także dwa e-podręczniki opisujące teorię oraz praktykę inżynierską, z naciskiem na to drugie. Wszystkie e-materiały wydano w języku angielskim i skorzystało z nich tysiące studentów z całego świata. W uzupełnieniu tych materiałów prof. J. Rutkowski udostępnił e-quizy wspomagające sprawdzanie wiedzy, jej formowanie podczas semestru i weryfikowanie podczas sesji egzaminacyjnej.
Prof. Jerzy Rutkowski jest autorem sześciu podręczników akademickich, w tym dwóch e-podręczników.

## Dorobek organizacyjny
W latach 1994–2017 roku prof. Jerzy Rutkowski pełnił funkcję kierownika Zakładu Teorii Obwodów i Sygnałów w Instytucie Elektroniki Politechniki Śląskiej.
W latach 2002–2008 pełnił funkcję dziekana Wydziału Automatyki, Elektroniki i Informatyki Politechniki Śląskiej. Będąc dziekanem z dużym sukcesem pozyskiwał środki finansowe na modernizacje wydziałowych sal wykładowych i przystosowanie ich do wymogów nauczania z wykorzystaniem technologii ICT. Za jego kadencji powstało także unikalne w Polsce Laboratorium Wirtualnego Latania. Zawsze zabiegał także o pielęgnowanie wydziałowych tradycji – to m.in. z Jego inicjatywy odsłonięte zostały na Wydziale pierwsze tablice upamiętniające założycieli Wydziału Automatyki, Elektroniki i Informatyki.
W latach 2008–2012 prof. Rutkowski pełnił w Politechnice Śląskiej funkcję Prorektora ds. Współpracy z Zagranicą, starając się skutecznie rozwijać podstawy funkcjonowania macierzystej Uczelni w warunkach globalizacji i internacjonalizacji szkolnictwa wyższego. Podczas tej kadencji znacząco zwiększyła się liczba uczelni zagranicznych, z którymi Politechnika Śląska podpisała umowę o współpracy. Do współpracujących uczelni z krajów europejskich dołączyły także uczelnie spoza Europy, m.in. z takich krajów jak: Meksyk, Kazachstan, Korea Południowa i Japonia. Prof. J. Rutkowski kierował zespołem opracowującym strategię Politechniki Śląskiej w obszarze propagowania uczenia się przez całe życie (LifeLong Learning – LLL), w ramach europejskiego projektu SIRUS (Shaping Inclusive and Responsive University Strategies) realizowanego przez European University Association. Prof. Jerzy Rutkowski był także inicjatorem i pierwszym przewodniczącym Sieci SUN (Silesian University Network), zrzeszającej wszystkie śląskie publiczne wyższe uczelnie, mającej na celu integrację działań z obszaru współpracy z zagranicą.

## Inne osiągnięcia
Prof. J. Rutkowski był wielokrotnie powoływany jako członek Komitetów Programowych krajowych i międzynarodowych konferencji naukowych, m.in. European Conference on Circuit Theory and Design (ECCTD), International Conference on Studies in Education and Social Sciences (ICSES), Krajowej Konferencji Elektroniki (KKE), International Conference on Computers and Advanced Technology in Education (CATE), International Conference on Smart Technology based Education and Training (STET), International Conference on Smart Education and e-Learning (SEEL), a także jako przewodniczący komitetów programowych konferencji International Conference on Studies in Education and Social Sciences (ICSES) oraz International Conference on Engineering Education (ICEE).
Prof. J. Rutkowski siedmiokrotnie, pełniąc funkcję dziekana, a potem prorektora, kierował europejskim projektem o nazwie Researchers Night (dziś znanym pod nazwą Noc Naukowców), mającym na celu propagowanie nauki wśród dzieci i młodzieży. To na Wydziale Automatyki, Elektroniki i Informatyki w Gliwicach zorganizowano pierwszą w Polsce Noc Naukowców w 2006 roku. Od 2008 prof. Rutkowski organizował Noc Naukowców jako prorektor i objęła ona swym zasięgiem wszystkie wydziały Politechniki Śląskiej, a także inne śląskie wyższe uczelnie. Dziś Noc Naukowców jest już tradycją organizowaną corocznie (zwykle w ostatni piątek września) w wielu polskich uczelniach wyższych w Polsce, w tym nadal w Politechnice Śląskiej.
Prof. J. Rutkowski był też organizatorem Studiów Doktoranckich na Wydziale Automatyki, Elektroniki i Informatyki Politechniki Śląskiej.
Dorobek prof. J. Rutkowskiego doceniony został wieloma nagrodami i odznaczeniami, m.in. indywidualną nagrodą Ministra Nauki i Szkolnictwa Wyższego za monografię profesorską oraz Krzyżem Kawalerskim Orderu Odrodzenia Polski i Krzyżem Oficerskim Orderu Odrodzenia Polski.
Do dorobku związanego z pracą nauczyciela akademickiego należy dodać dorobek związany z praktyką inżynierską. W roku 1988 prof. J. Rutkowski odbył 12-miesięczny staż przemysłowy pracując jako inżynier-inspektor Aparatury Kontrolnej i Pomiarowej w Kuwejcie (Kuwait National Petroleum Company).
W 2017 roku prof. dr hab. inż. Jerzy Rutkowski odebrał z rąk Wiceprezesa Rady Ministrów, Ministra Nauki i Szkolnictwa Wyższego Nagrodę Ministra za całokształt dorobku.